# Atomic (Lit)
Atomic è il terzo album dei Lit, pubblicato il 16 ottobre 2001, pubblicato per la RCA.

## Formazione
- A. Jay Popoff - voce
- Jeremy Popoff - chitarra, voce
- Kevin Baldes - basso
- Allen Shellenberger - batteria

## Tracce
- Tutti i pezzi sono di A. Jay Popoff e Jeremy Popoff, eccetto ove indicato

1. Something To Someone - 4:49
2. The Last Time Again (A. J. Popoff, J. Popoff, Butch Walker) - 3:17
3. Addicted - 2:56
4. Lipstick and Bruises - 3:00
5. Everything's Cool - 3:13
6. Happy In The Meantime (A. J. Popoff, J. Popoff, Danny Walker) - 2:49
7. Drop D - 3:27
8. Sunny Weather (A. J. Popoff, J. Popoff, Walker) - 3:13
9. Next Time Around (A. J. Popoff, J. Popoff, Kevin Blades, D. Walker) - 3:04
10. Slip - 4:00
11. She Comes (A. J. Popoff, J. Popoff, Glen Ballard) - 3:56
12. Live For This (A. J. Popoff, J. Popoff, Blades) - 3:21
13. Over My Head - 3:40

## Bonus CD
- Esiste una edizione limitata di Atomic che contiene le seguenti tre tracce, due delle quali sono di gruppi della casa discografica dei Lit, la Dirty Martini.

1. Lit - Down (acustica) – 3:46
2. Handsome Devil - Makin' Money (clean version) (Walker) – 3:30
3. The Color Red - Sore Throat (demo version) (Meyer, Schartoff, The Color Red, Verloop, J. Zamora, M. Zamora) – 5:52